# Paula Shaw
Paula Shaw (ur. 17 lipca 1941 w Nowym Jorku) – amerykańska aktorka filmowa i telewizyjna.
Karierę rozpoczęła w 1969 roku rolą w zachodnioniemieckim filmie pt. Freiheit für die Liebe. Do dziś wystąpiła w ponad siedemdziesięciu filmach i serialach telewizyjnych.